# Dwejra torony
A Dwejra torony (máltaiul: Torri tad-Dwejra) kis őrtorony Máltán, Gozo szigetén. Egyike azoknak az erődtornyoknak, amelyeket az 57. máltai nagymester építtetett a szigetek partvédelmi hálózatának részeként. A torony 1652-ben készült el és a sziget nyugati részén San Lawrenzben, a Dwejra-öböl egyik stratégiai pontján áll. Jó állapotban van, nyitott a nagyközönség számára.

## Leírása
A torony a beltenger és az egykori Azúr Ablak közelében álló magaslatra épült. Négyzetes, falai 3,5 méter vastagok. A belső tér két emeletes, a bejárat kívülről, a felső emeleten nyílik. Az alsó emeletet a sziklába vájták és ivóvizet tároltak benne, a középső emeleten lakhattak az őrök – itt egy őrszoba és egy kúttal felszerelt nappali lehetett –, míg a tetőn lévő kis szoba a lőporraktár volt.

## Története

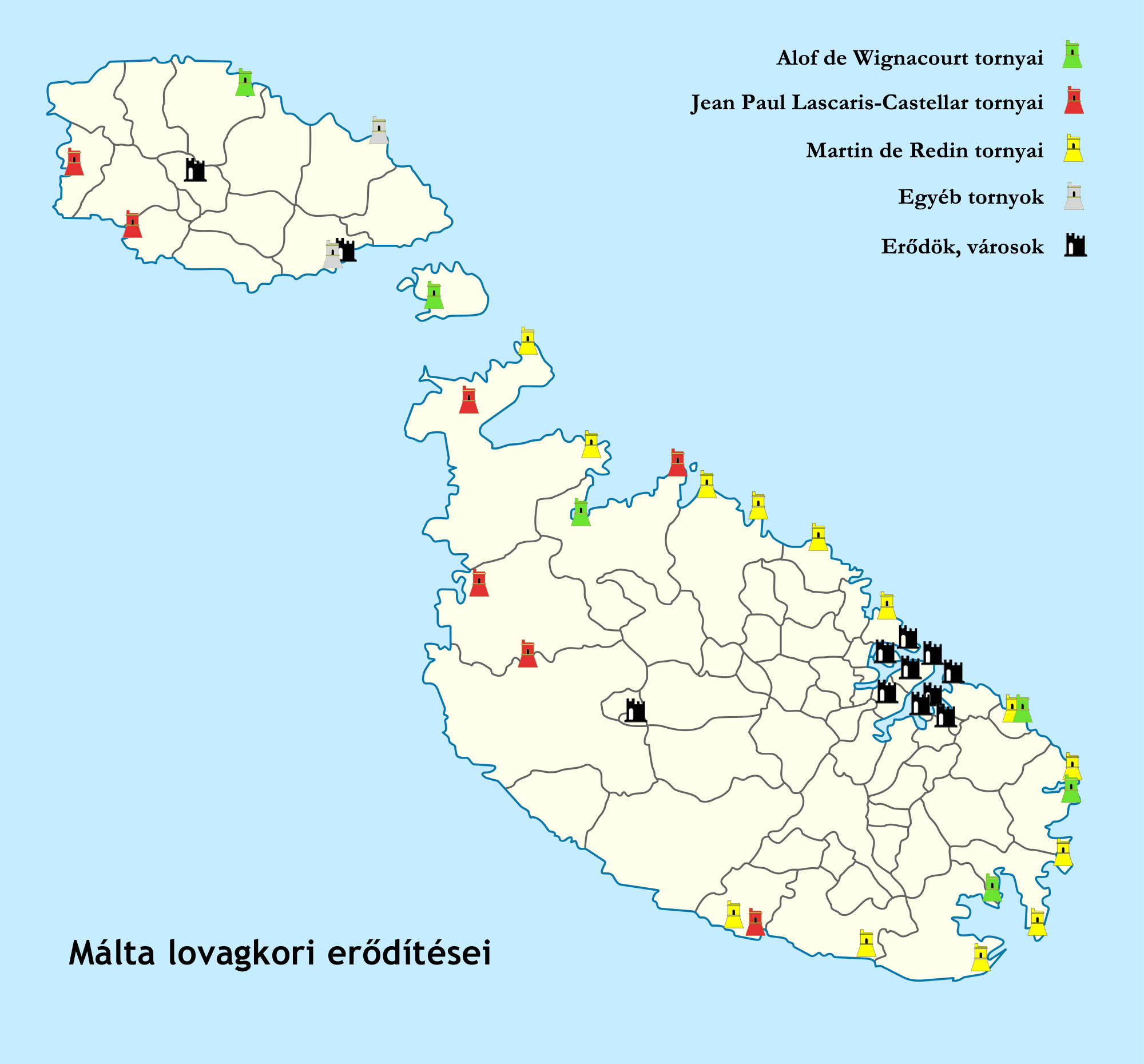
Málta 1530–1798 között épült partvédelmi rendszere

A Dwejra torony 1652-ben épült Jean-Paul de Lascaris-Castellar nagymester magisztrátusa idején. A Lascaris-tornyok építésének célja az volt, hogy őrhelyként működjenek és figyelmeztető lövéseket adjanak le a berber kalózokra vagy más ellenségesen közeledő hajókra. Ez a torony a máltai szigetek partvédelmi hálózatának részeként éjjel tűz-, nappal füstjelekkel kommunikált a többi erődítménnyel. Viszonylag kevés fegyverzettel rendelkezett; a 18. században három hatfontos ágyúval volt felszerelve, az őrszolgálatot három, négy ember látta el.
1744-ben Pinto nagymester idején a toronyban szolgálók új feladatot kaptak: az öbölben álló Generális-sziklát kellett figyelniük és megóvni attól, hogy valaki illetéktelenül felmásszon erre kicsi szigetre. A sziklán ugyanis felfedeztek egy gumófajtát (Fucus coccineus melitensis), amelyről azt hitték gyógyhatása van a vérzések kezelésében. Ezért a nagymester védetté nyilvánította és csak engedéllyel lehetett rálépni. Ha valaki megszegte a rendeletet, három évi gályarabság várt rá és csak évszázadokkal később derült ki, hogy a növénynek semmilyen hatása nincs.
1839 és 1873 között a torony legénysége a – ma brit – Királyi Máltai Lovas Tüzérség (Royal Malta Fenciible Artillery) katonáiból állt, majd elhagyták. 1914 nyarán a toronyban ismét a King's Own Málta Ezred és a Királyi Máltai Tüzérség katonái teljesítettek szolgálatot. Kezdetben kettő, később négy 12 font torkolattöltetű sima csövű ágyúval voltak felszerelve és Gozo partjait figyelték. A Dwejra tornyot a második világháború alatt is őrhelyként használták, és 1942-ben innen látták a Királyi Légierő Spitfire vadászgépének a Dwejra-öbölbe zuhanását is, a pilótát a torony legénysége mentette ki. 
1956-ban a tornyot 50 évre bérbe adták egy magánszemélynek, majd később a Dín l-Art Ħelwa birtokába került. Ez a szervezet, amely Málta történelmi, művészeti és természeti örökségének megőrzésére jött létre, 1997-ben kezdte meg a helyreállítási munkákat, amelyek 1999-ben fejeződtek be. Jelenleg a torony ingyenesen látogatható.

## Megjelenése a populáris kultúrában
A Dwejra-tornyot az 1963-as Kincsem Máltán és az 1985-ös Farkasok között című filmek forgatásán használták.

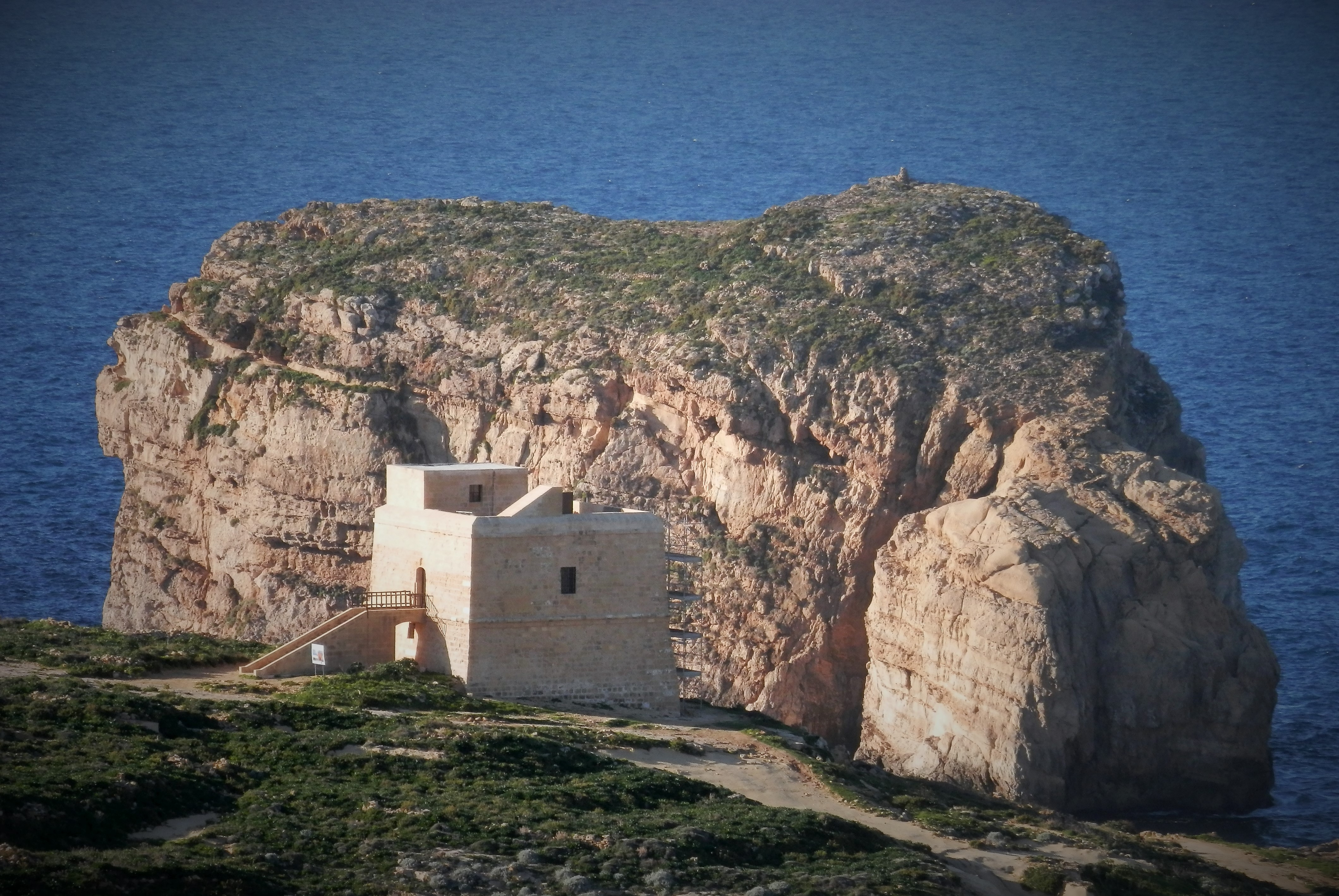
A torony és a Generális-szikla
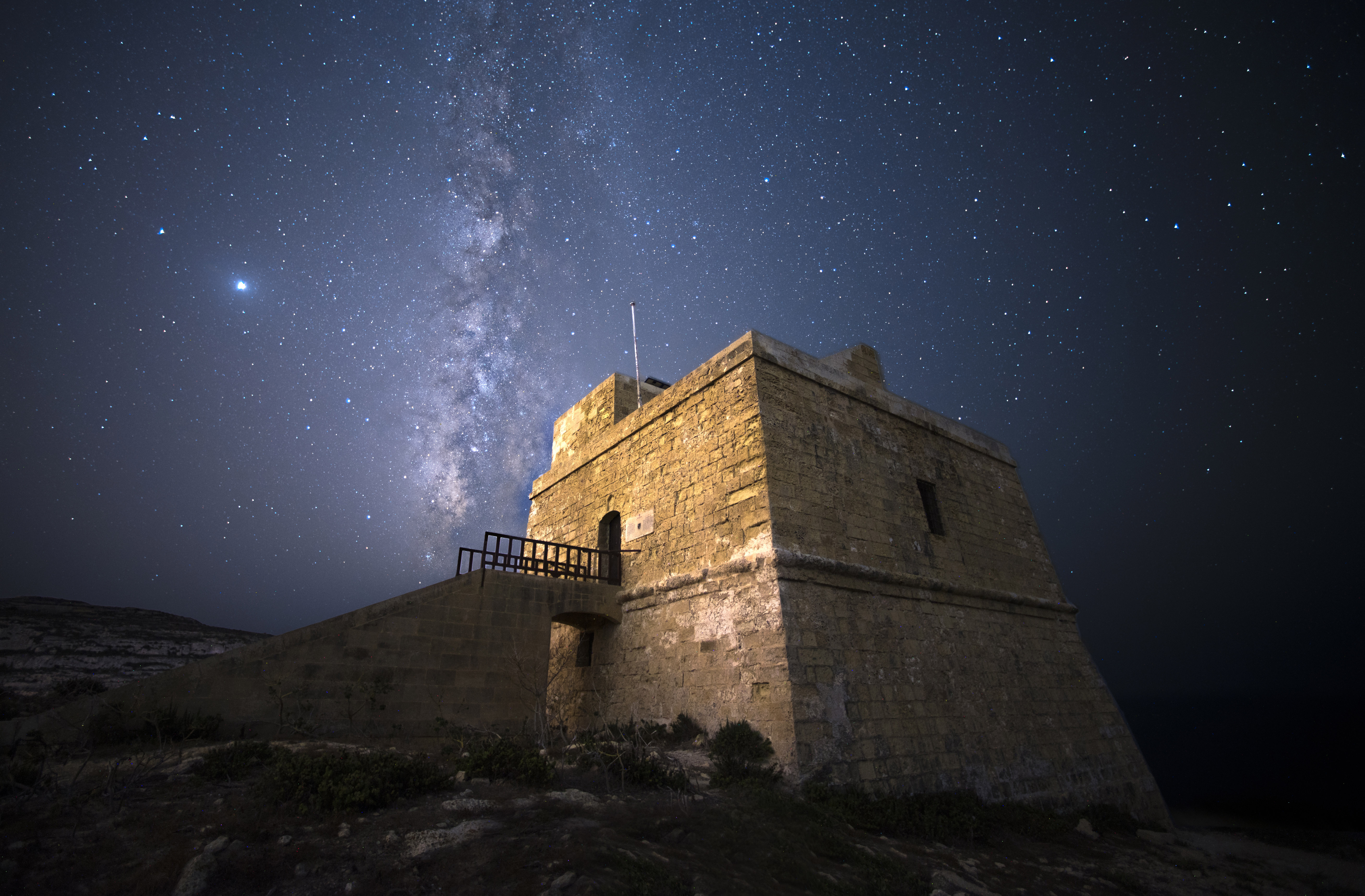
A Dwejra torony a csillagok alatt
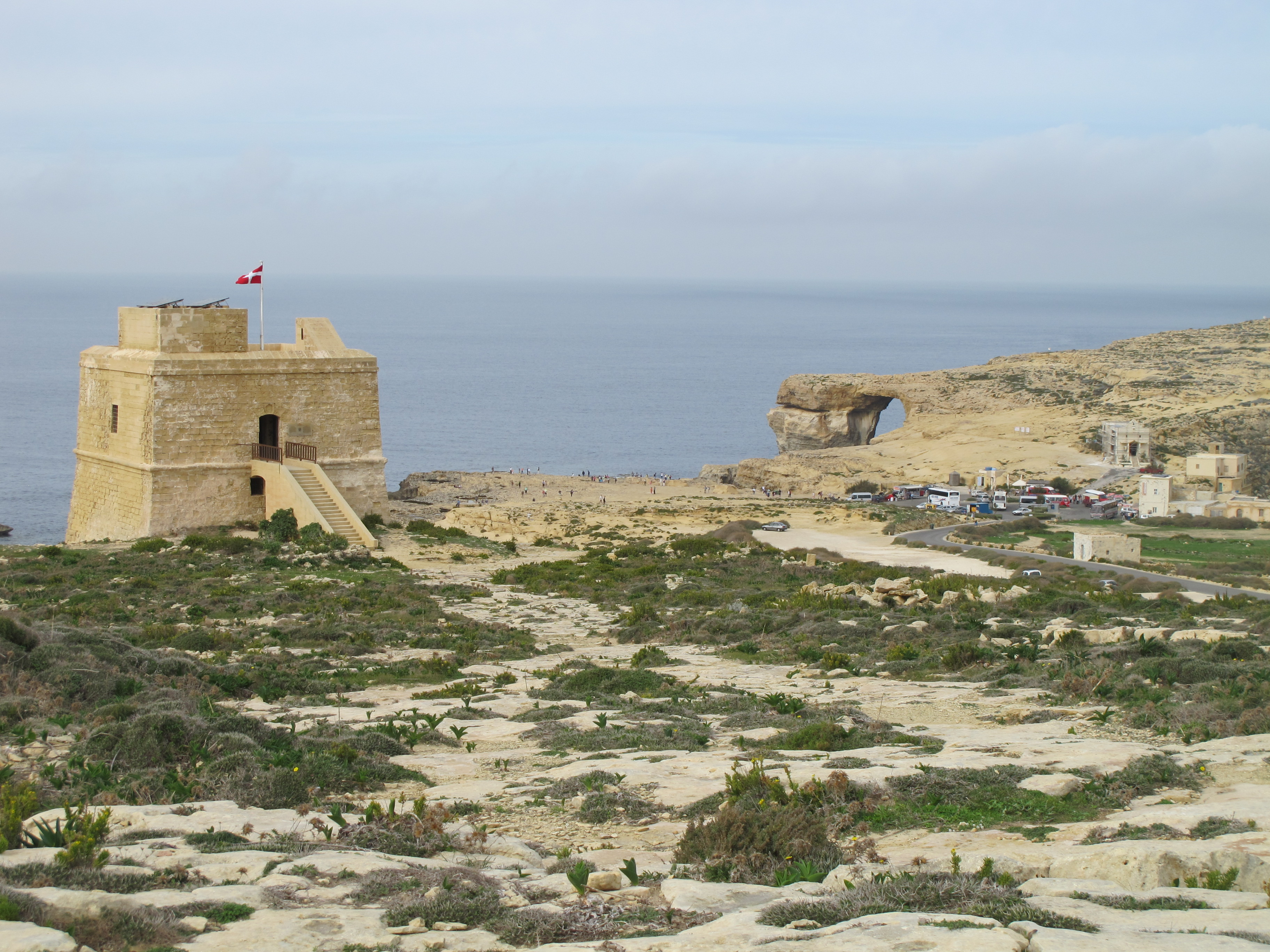
A Dwejra torony háttérben az egykori Azúr Ablakkal

## Fordítás
Ez a szócikk részben vagy egészben  a   Dwejra Tower című angol Wikipédia-szócikk fordításán alapul.  Az eredeti cikk szerkesztőit annak laptörténete sorolja fel. Ez a jelzés csupán a megfogalmazás eredetét és a szerzői jogokat jelzi, nem szolgál a cikkben szereplő információk forrásmegjelöléseként.

## Külső hivatkozások
- A máltai szigetek kulturális javainak nemzeti jegyzéke

- https://maltatitkai.hu/dwejra/